# 4
| [ Edytuj tabelę ] |                                         |
| Król Armenii      | - 2 Ariobarzanes 4 - 4 Artawazdes IV 6  |
| Cesarz Chin       | - 1 p.n.e. Han Pingdi 6                 |
| Król Kapadocji    | - 36 p.n.e. Archelaos 17                |
| Król Kommageny    | - 12 p.n.e. Antioch Filokajsar 17       |
| Władca Korei      | - 19 p.n.e. Yuri 18                     |
| Król Mauretanii   | - 25 p.n.e. Juba II 23                  |
| Król Nabatei      | - 9 p.n.e. Aretas IV 40                 |
| Król Partów       | - 2 p.n.e. Fraates V 4 - 4 Orodes III 6 |
| Cesarz Rzymu      | - 27 p.n.e. Oktawian August 14          |
| Król Tracji       | - 11 p.n.e. Remetalkes I 12             |

Rok 4 / IV
stulecia: I wiek p.n.e. ~
I wiek ~
II wiek

lata: 7 p.n.e. «
2 p.n.e. «
1 p.n.e. «
1 «
2 «
3 «
4
» 5
» 6
» 7
» 8
» 9
» 14

## Wydarzenia
- 26 czerwca – cesarz rzymski Oktawian August adoptował i desygnował na następcę swego przybranego syna Tyberiusza Klaudiusza Nerona. Tyberiusz adoptował Nerona Klaudiusza – późniejszego Gajusza Juliusza Cezara Germanikusa, bratanka, Nerona Klaudiusza Druzusa.
- Agrypa Postumus - po śmierci Lucjusza i Gajusza, swoich braci - został adoptowany przez Augusta i odtąd używał imion Marek Juliusz Cezar Agrypa
- August przebacza Gnejuszowi Korneliuszowi Cynnie Magnusowi wraz z Emilią Lepidą, wnuczką Marka Emiliusza Lepidusa, za rzekome zaangażowanie w spisek przeciwko cesarzowi.
- Sekstus Aelius Catus został mianowany konsulem.
- Rzymianie wkroczyli do Germanii.
- Został podpisany pakt o nieagresji oraz przyjaźni między Imperium Rzymskim, reprezentowanym przez Tyberiusza, a germańskim plemieniem Cherusków, reprezentowanym przez króla Segimera. Arminius oraz Flavus, synowie Segimera, zostają przyjęci do armii rzymskiej jako dowódcy oddziałów pomocniczych.
- Lex Aelia Sentia w Rzymie
- Julia, córka Oktawiana Augusta, powraca z wygnania do Rhegium.
- Marek Plaucjusz Sylwan został mianowany prokonsulem Afryki.
- Polianus Maradonius został archontem Aten.
- Król Partii Fraates V oraz królowa Musa zostają obaleni i zabici. Korona przekazana Orodesowi III – początek bezkrólewia.
- Namhae Chachaung po śmierci ojca, Bak Hyeokgeose, został królem Koreańskiego Królestwa Silla (data tradycyjna).
- Cesarz Pingdi bierze ślub z córką Wang Manga, umacniając tym wpływy.
- Wang Mang otrzymuje tytuł "wyższego księcia".[1]
- Mikołaj z Damaszku napisał swoje 15-tomowe dzieło pt. Historia (Dzieje)
- Klaudia Julia Liwilla wyszła za mąż za Druzusa Młodszego, syna Tyberiusza

## Urodzili się
- Columella, rzymski pisarz (zm. 70)
- Daemusin, król Goguryeo (zm. 44)
- Publiusz Kwinktyliusz Warus Młodszy, rzymski polityk, syn Publiusza Kwinktyliusza Warusa (zm. ok. 27)

## Zmarli
- 24 lutego – Gajusz Juliusz Cezar, syn Marka Agrypy (ur. 20 p.n.e.)
- Bak Hyeokgeose, pierwszy władca Korei (ur. 69 p.n.e.)
- Terentia, pierwsza żona Cycerona (ur. 98 p.n.e.)
- Ariobarzanes II, król Medii Atropatene z perskiej dynastii Atropatydów (ur. 40 p.n.e.)
- Lucjusz Korneliusz Lentulus, rzymski konsul
- (data przypuszczalna) Gajusz Azyniusz Pollion, mówca rzymski, poeta i historyk (ur. ok. 75 p.n.e.)